# Leck (Lancashire)
Leck is een civil parish in het bestuurlijke gebied Lancaster, in het Engelse graafschap Lancashire met 260 inwoners.